# Sinbad (pel·lícula)
Sinbad és una pel·lícula gallega dirigida i guionitzada per Antón Dobao que es va estrenar el 2011. Es basa en l'obra de Álvaro Cunqueiro Si o vello Sinbad volvese ás illas.... Es va estrenar als cinemes gallecs el 28 d'octubre de 2011 amb sis còpies a sales comercials, i també es va comercialitzar en DVD.

## Argument
Sinbad, un extraordinari contacontes, relata els seus viatges passats, reals o no, als seus companys de cafè i dòmino de la taverna. El propietari, Mansur, és vidu i té una filla preadolescent, Sara. Sinbad manté una relació molt afectuosa amb ella. De vegades l’acompanya a l'escola i li ensenya coses sobre el mar i les estrelles. Sara és la millor receptora de totes les històries que explica Sinbad.

## Repartiment
- Xosé Manuel Olveira "Pico" com Sinbad
- Sara Casasnovas com Vanessa
- Mariña Sampedro com Sara
- Luis Zahera com Aldán
- Laura Ponte Santasmarinas com Alba
- César Cambeiro com Manuel
- Manuel Cortés com Mansur
- Antonio Durán "Morris" com Primitivo
- Mariana Carballal com Adela
- Tamara Canosa com Herminia
- Xulio Abonjo com Quico
- Manuel Lozano com Daniel
- María Tasende com Nina
- Miquel Ínsua com Sidi Raxel
- Mela Casal com Aurora
- Monti Castiñeiras com Ricardo
- Camila Bossa com Lita

## Premis i nominacions
Premios Mestre Mateo
| Any        | Categoria                 | Receptor      | Resultat |
| ---------- | ------------------------- | ------------- | -------- |
| 10a edició | Millor pel·lícula         | Antón Dobao   | Nominat  |
| 10a edició | Millor actriu secundària  | Mela Casal    | Nominada |
| 10a edició | Millor direcció artística | Curru Garabal | Nominat  |